# Boans

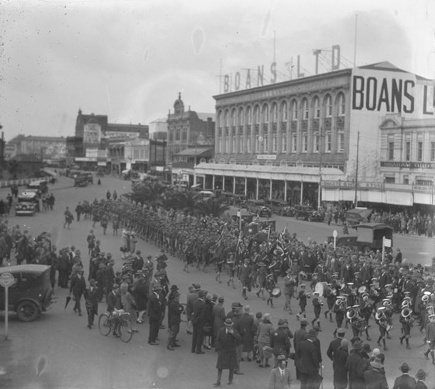
Boans rond 1938. Een koper blaasorkest speelt op straat, terwijl het publiek staat te luisteren.

Boans was een warenhuisketen die van eind 19e tot eind 20e eeuw actief was in Perth, West-Australië. Het lag tussen Wellington Street en Murray Street. De winkel werd opgericht door Harry Boan en zijn broer Benjamin, die beiden in 1895 vanuit Broken Hill in het westen van New South Wales naar Perth kwamen. Harry en een andere broer, Ernest, hadden in die stad eerder een succesvolle stoffenwinkel opgericht, bekend als "Boan Bros. Ltd."

## Stadswinkel
De broers kwamen halverwege 1895 in Perth aan, en kochten twee blokken met uitzicht op Wellington Street en het treinstation van Perth, aan de rand van een aardappelmoeras. De panden ("V.7-8") werden gekocht van W. B. Woods & Co, voor een prijs van £42 per foot straatfront. Ze leenden £62.000 en binnen vier maanden hadden ze, ondanks het acute tekort aan arbeidskrachten, op de locatie een warenhuis van een verdieping gebouwd, bevoorraad en geopend, dat ze de naam 'Boan Bros' gaven. De winkel werd op 7 november 1895 geopend en was aan het einde van de eerste handelsdag bijna uitverkocht. De oorspronkelijke gebouwen werden beschreven als één enkele winkel die liep van Wellington Street tot Murray Street en die eruitzag als ‘een rij ijzerwinkels’.
In 1901 stierf Benjamin en werd Harry het enige eigenaar. Harry kocht aangrenzend land dat zich uitstrekte over het blok tussen Wellington en Murray Streets, vlak bij Forrest Place. In 1912 werd het bedrijf geherstructureerd tot een besloten vennootschap en werd de naam veranderd in Boans Ltd. In hetzelfde jaar werden de oorspronkelijke gebouwen gesloopt en herbouwd als één gebouw tussen Murray en Wellington Streets. In de loop der tijd werd de winkel de grootste particuliere werkgever in West-Australië.
Eind 1929 droeg Harry Boan de leiding van de Boans-winkel over aan zijn zoon Frank Boan, die sinds 1913 met zijn moeder in Engeland woonde. Net als soortgelijke bedrijven gaf Boans vanaf eind jaren 1930 tot in de jaren 1950 een postordercatalogus uit.
Het warenhuis Boans in Wellington Street in Perth werd in 1979 getroffen door een grote brand, waardoor de winkel enkele weken gesloten was. De winkel werd heropend, maar sloot in 1986. Toen werd het verkocht aan Coles Myer Ltd. om plaats te maken voor het nieuwe Forrest Chase Myer-complex. Dit werd later beschouwd als een bizarre toevalligheid, aangezien het warenhuis Boans in Morley in 1986 door brand werd verwoest. Het Morley-complex werd later herbouwd en huisvestte daarna ook een Myer-warenhuis.

## Meubelfabriek in Oost-Perth
Rond 1910 opende Boans een meubelmakerij in East Perth om de winkel te bedienen. Het bedrijf produceerde slaapkamermeubilair, waaronder matrassen, en eetkamer- en keukenmeubilair. Er was ook een afdeling met rieten artikelen en stoffering. Ook geïmporteerd meubilair werd er bij de meubelmakerij opgeslagen.
Na de Tweede Wereldoorlog zou de fabriek ook onderdak bieden aan een bakkerij en een slagerij, waar kleine goederen werden vervaardigd. Er waren 30 tot 40 voertuigen in gebruik voor de ontvangst- en verzendafdeling, waar ook de stalling en de mechanische diensten onder vielen.
Nadat de winkel in Perth sloot, raakte het gebouw een aantal jaren in verval, maar in 1996 werd het door de Heritage Council of Western Australia aangemerkt als een gebouw van historische, esthetische en sociale waarde. Als onderdeel van de herontwikkeling van het gebied door de East Perth Redevelopment Authority zijn de gebouwen nu omgebouwd tot luxe woningen en kantoorruimte. 
Het terrein wordt begrensd door Brown Street, Glyde Street en Saunders Street en de naam van Boans staat nog steeds op de buitenkant van het gebouw geschilderd.

## Winkels in de buitenwijken

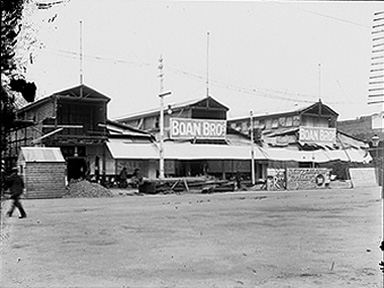
Boans Limited, Wellington Street, Perth, c. 1900–1910.

In de tweede helft van de twintigste eeuw breidde het bedrijf zich uit door een aantal winkels in de voorsteden te openen, als onderdeel van de groeiende trend van gedecentraliseerde 'winkelcentra' buiten de stadscentrum.
Hieronder vielen de winkels:
- Waverley te Cannington. De eerste vestiging in de voorsteden;
- Morley. Geopend in 1961, verwoest door brand in 1986. De locatie is inmiddels herontwikkeld als Centro Galleria;
- Warwick;
- Innaloo;
- Garden City in Booragoon;
- Pepermint Grove. Deze winkellocatie werd later, in 1996, overgenomen door Harris Scarfe en was de basis voor het Harris Scarfe-warenhuis in West-Australië. De winkel bleef tot 2001 bestaan onder de naam Harris Scarfe;
- Melville Plaza aan de Canning Highway;
- Medina Shopping Centre, daarna Kwinana Hub.
- Karinyup. Een Myer-winkel bij de opening. Twee jaar lang (1986-1988) geëxploiteerd onder de naam Boans. In 1988 kreeg het merk de naam Myer.
- Fremantle. De Myer-winkel heette twee jaar lang, van 1986 tot 1988, Boans. Myer had Boans overgenomen en wilde de naam Boans in plaats van Myer gebruiken voor de winkels in West-Australië. Myer sloot deze winkel op 20 januari 2013.

## Winkels op het platteland
Boans exploiteerde warenhuizen in de regio. Toen Myer Boans overnam, werden deze winkels verkocht.
De winkels waren gevestigd in:
- Albany
- Bunbury
- Geraldton

## Sluiting
Myer Emporium (nu Coles Group) kocht de onderneming in 1985 en de stadswinkel van Boans sloot op 12 april 1986 voor het laatst haar deuren, zodat er ruimte was voor een verbouwing tot een groter warenhuis. De ontwikkeling werd bekend als Forrest Chase, met Myer als hoofdwinkelketen.
Ross's Sales & Auctions hield een veiling ter plaatse waarbij het hele gebouw werd leeggeruimd, inclusief veel vaste spullen, zoals de jarrah-trappen en een Beale-babyvleugel "op de vierde verdieping". Deze voorwerpen zijn nu af en toe te zien in gerenoveerde en nieuwe gebouwen in Perth.
Myer zei in 1986 dat ze de naam Boans zouden behouden en veranderde prompt hun merknaam in de stadswinkels van Myer op Murray Street en William Street (die als vestigingsplaats in de stad zouden dienen totdat Forrest Chase klaar was) en in alle voorstedenwinkels van Myer met de naam Boans. In 1988 veranderde het management van Myer echter van gedachten toen het Forrest Chase-gebouw bijna voltooid was. Ze wilden alle reclame centraliseren en dubbele kosten elimineren. De naam Boans verdween geleidelijk in de loop van enkele weken.
In 1989 opende Myer op de voormalige locatie van Boans een nieuwe en grotere winkel, die werd geopend in Forrest Place. De winkels in de voorsteden kregen het "Myer"-logo.

### Stirlings warenhuizen
Myer verkocht de plattelandswinkels in Albany, Bunbury en Geraldton aan Geoffrey Bingemann, die directeur was van Boans voordat Myer de Boans-activiteiten overnam.
Bingemann gaf deze winkels een nieuwe naam: Stirlings department stores. Hij runde deze zaak als een regionale keten tot 1996, toen Harris Scarfe de zaak overnam en ze omgedoopt werden tot Harris Scarfe-winkels. Harris Scarfe bleef actief tot 2001.